# 히마와리 8호
히마와리 8호(영어: Himawari 8, 일본어: ひまわり8号)는 일본 기상청이 운영하는 정지궤도 기상 위성으로, 8번째 히마와리 인공위성이다. 히마와리 8호와 운반선은 보잉의 도움을 받아 미쓰비시 전기가 만들었다. 히마와리 8호는 2015년 7월 7일 가동을 시작했고, 2006년에 발사되었었던 MTSAT-2(히마와리 7호)의 후속 인공위성이 되었다.
히마와리 8호는 협정 세계시 2014년 10월 7일 5시 16분에 다네가시마 우주 센터 요시노부 발사장 1번 발사대에서 H-11A 로켓에 실려 발사되었다. 히마와리 8호는 작동 궤도인 동경 140.7도 정지 궤도에 2014년 10월 진입했다.

## 설계
DS2000 위성 모선은 15년의 수명을 가지고 있었지만, 위성 본체의 장비 수명이 8년이었기 때문에 예상 수명은 8년이라고 예상된다. 발사 시, 위성의 무게는 약 3500 kg 이었다. 전력은 갈륨 비소 태양 전지에서 나왔고, 2.6 킬로와트를 생산해냈다.

### 장비
히마와리 8호에 실린 주요 장비들은 서로 다른 16개의 다중 분광 영상을 찍을 수 있던 "고성능 히마와리 사진기"였다. 이 기기로 아시아나 태평양 지역의 가시광선, 적외선 사진을 찍을 수 있었다. 기기는 미국의 GOES-R 위성에 실리기로 되어 있던 고급 기준선 사진기와 사진의 대역, 범위가 유사했다. 고성능 히마와리 사진기는 500m의 해상도로 10분마다 사진을 찍어 보낸다. 오스트레일리아 기상청의 CEO인 롭 버테시 박사는 히마와리 8호에 대해 "이전의 위성들보다 50배나 많은 데이터를 만들어낸다"라고 평했다.
히마와리 8호에서 보내오는 데이터는 다른 나라의 기상청 등에서 자유롭게 사용할 수 있다.

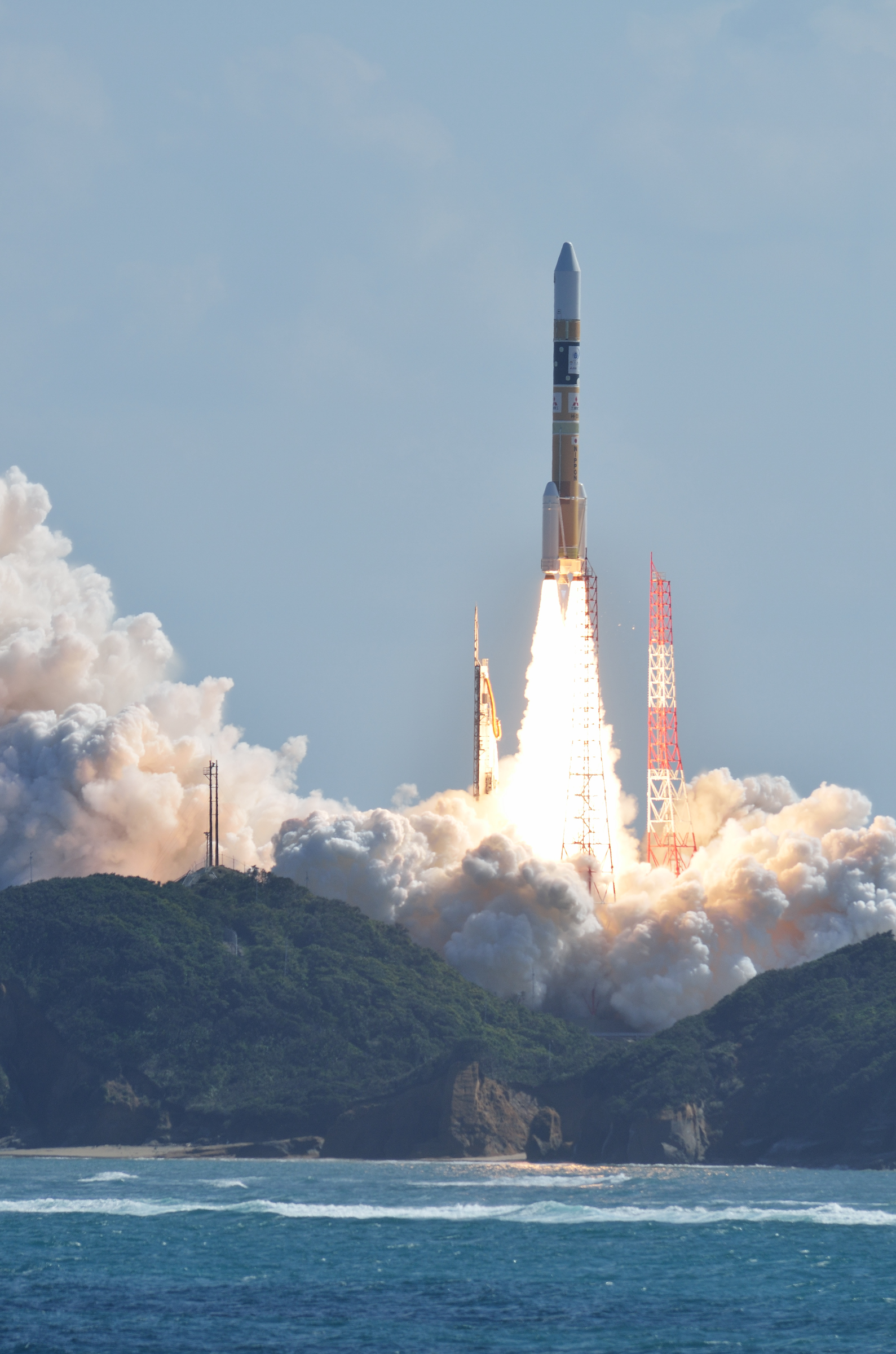
2014년 10월 7일 히마와리 8호를 싣고 이륙하는 H-IIA 로켓.
2015년 1월 25일 히마와리 8호가 보내온 최초의 참 색상 PNG 사진.
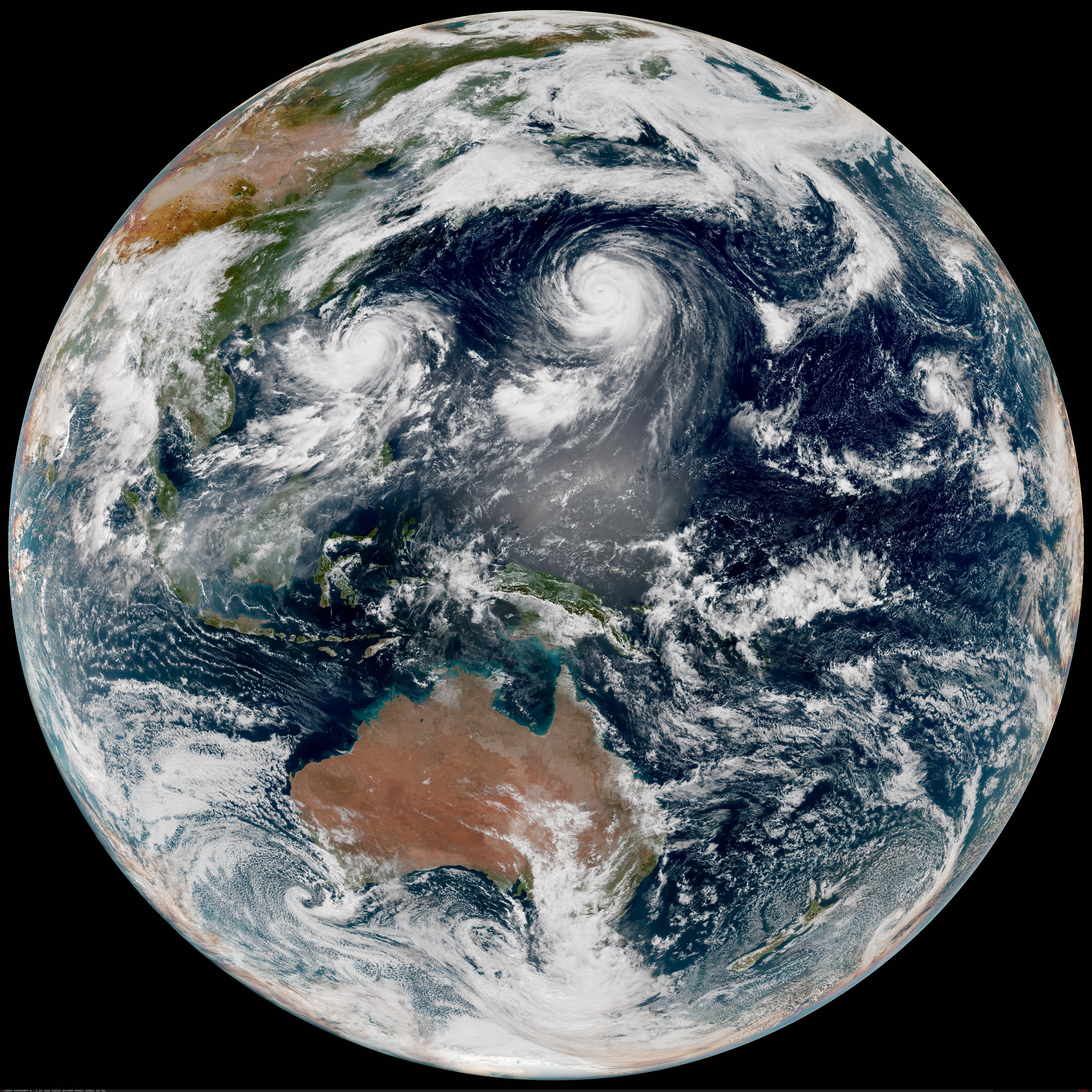
고성능 히마와리 사진기에서 찍혀 레일리 보정을 받은, 지구 전체를 찍은 사진의 예시.